# Kärppäsaari (ö i Lappland, Norra Lappland, lat 67,97, long 27,40)
Kärppäsaari är en ö i Finland.   Den ligger i den ekonomiska regionen Norra Lappland och landskapet Lappland, i den norra delen av landet, 900 km norr om huvudstaden Helsingfors.